# Liste der deutschen Staatssekretäre für Elsaß-Lothringen
Staatssekretäre für Elsaß-Lothringen waren die Staatssekretäre Reichsamt für Elsaß-Lothringen, die die Aufgabe eines heutigen Ministers wahrgenommen haben.

Wappen des Deutschen Kaiserreiches

Das Reichsamt bestand in den Jahren 1879 bis 1918. Das Gesetz Gesetz, betreffend die Verfassung und die Verwaltung Elsaß-Lothringens regelte die Befugnisse des Staatssekretärs, der zudem die Anordnungen und Verfügungen, die der eingesetzte Statthalter traf gegenzeichnen mussten, um ihre Gültigkeit zu bestätigen, wodurch er die volle Verantwortung übernahm. Das Ministerium für Elsaß-Lothringen war in mehrere Abtheilungen unterteilt, die durch Unterstaatssekretäre geleitet wurden. 1918 erklärte sich das Reichsland Elsaß-Lothringen durch seinen Landtag für unabhängig und zum 11. November 1918 wurde ein souveränes Elsaß-Lothringen ausgerufen wurde. Danach wurde Elsaß-Lothringen ein Teil Frankreichs.

## Staatssekretäre im Reichsministerium für Elsaß-Lothringen
Während der 39 Jahre, in der das Reichsamt bestand, standen ihm acht Staatssekretäre vor:
| Name                            | von             | bis             | Anmerkung |
| ------------------------------- | --------------- | --------------- | --- |
| Karl Joseph Benjamin Herzog     | 1. Oktober 1879 | 9. Juli 1880    | Hatte Probleme mit dem Statthalter Edwin von Manteuffel, so dass er das Amt nur kurzzeitig ausübte.                                                                   |
| Karl von Hofmann                | 1. Oktober 1880 | 1. April 1887   | Wurde per Erlass vom 1. April 1887 in den Ruhestand versetzt. Er übernahm nach dem Tod Manteuffels ab 1885 kommissarisch die Geschäfte des Statthalters.              |
| Maximilian von Puttkamer        | 1889            | Mitte Juli 1901 | Wurde während seiner Amtszeit 1890 mit dem Sterns zum Kronenorden 2. Klasse dekoriert.                                                                                |
| Ernst Matthias von Köller       | August 1901     | 1908            | Ihm wurde am Ende seiner Amtszeit am 31. August 1908 der hohe Orden vom Schwarzen Adler verliehen.                                                                    |
| Hugo Zorn von Bulach            | 1908            | 1913/1914       | Er war seit 1895 Unterstaatssekretär für Landwirtschaft im reichsländischen Ministerium und wurde von Kaiser Wilhelm II. zum Burghauptmann der Hohkönigsburg ernannt. |
| Siegfried von Roedern           | 1914            | Juni 1916       | Er wurde Anfang Juni 1916 als Nachfolger von Karl Helfferich an die Spitze des Reichsschatzamtes berufen.                                                             |
| Georg von Tschammer und Quaritz | Mai/Juni 1916   | Oktober 1918    | Er wurde nach seiner Abberufung am 18. Oktober durch den Straßburger Bürgermeister Karl Hauss abgelöst.                                                               |
| Karl Hauss                      | Oktober 1918    | 1918            | War der letzte Staatssekretär. |